# 圣安德烈叙卡伊
圣安德烈叙卡伊（法語：Saint-André-sur-Cailly，法語發音：[sɛ̃.t‿ɑ̃dʁe syʁ kaji]，意为“卡伊上方的圣安德烈”）是法国滨海塞纳省的一个市镇，属于鲁昂区。

## 地理
圣安德烈叙卡伊（49°32'54"N, 1°13'11"E）面积12.28 平方千米，位于法国诺曼底大区滨海塞纳省，该省份为法国北部沿海省份，其西部及北部濒大西洋英吉利海峡，东起顺时针与索姆省、瓦兹省、厄尔省和卡爾瓦多斯省接壤。
与圣安德烈叙卡伊接壤的市镇（或旧市镇、城区）包括：卡伊、克拉维尔-莫特维尔、莫尔尼拉波姆赖、皮埃尔瓦勒、坎康普瓦、拉吕圣皮埃尔、圣乔治叙方丹、圣日耳曼苏卡伊。

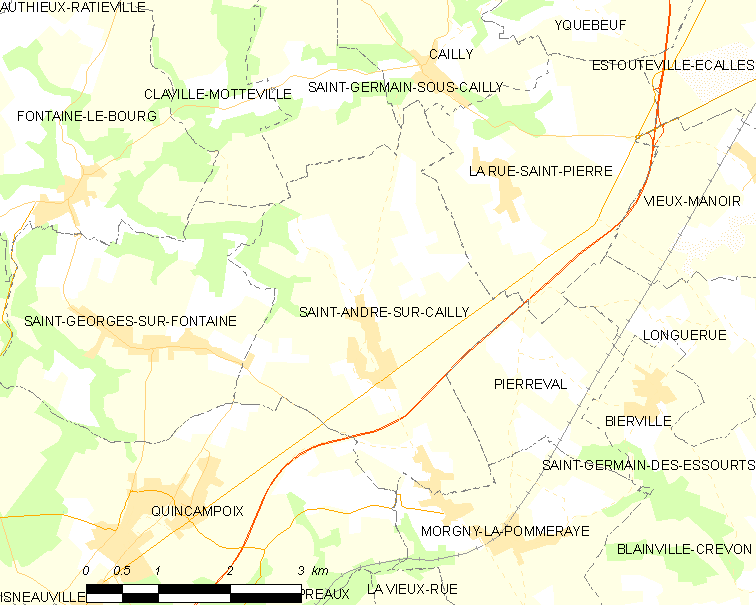
圣安德烈叙卡伊的OSM定位图

圣安德烈叙卡伊的时区为UTC+01:00、UTC+02:00（夏令时）。

## 行政
圣安德烈叙卡伊的邮政编码为76690，INSEE市镇编码为76555。

## 政治
圣安德烈叙卡伊所属的省级选区为勒梅尼勒埃纳尔县。

## 人口

1962-2008年间圣安德烈叙卡伊人口变化图示

圣安德烈叙卡伊于2022年1月1日时的人口数量为805人。